# Eva a Vašek
Eva a Vašek byla pěvecká a současně manželská dvojice Václav a Eva Ševčíkovi.
Dvojice patří mezi komerčně úspěšné české hudební interprety. Repertoár Evy a Vaška se skládá většinou ze starších převzatých hudebních hitů ve stylu lidové písně, dechovky, country, beatu, pop music, trampských písní, šlágrů 50., 60. a 70. let 20. století a veškeré další hudby, která v českém prostředí zlidověla. Kromě toho se Eva a Vašek zabývají i nahráváním dalších hudebních žánrů, jako jsou např. koledy či písničky z Chorvatska, vytvářejí své vlastní skladby. Svým repertoárem se obracejí zejména na starší a střední generaci.
Eva a Vašek provozují penzion s restaurací, kde pořádají koncerty pro své příznivce, mají vlastní nahrávací studio a fotoateliér.

## Historie

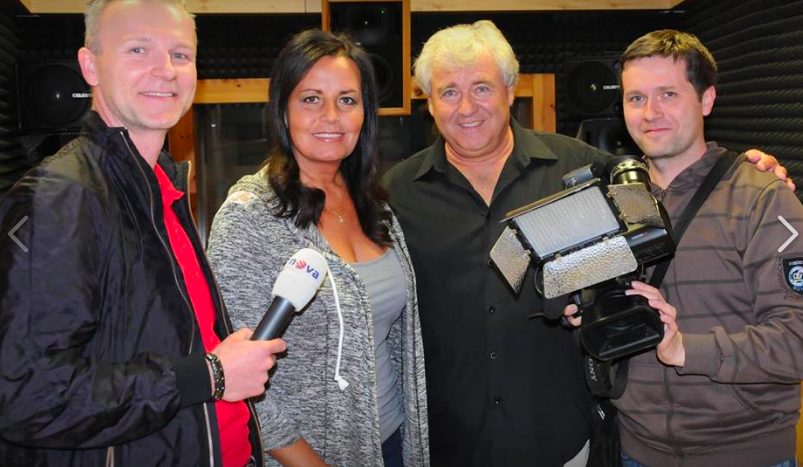
Eva a Vašek při natáčení pořadu TV Nova.

Pěvecké duo postupně vzniklo ze skupiny SURF. Kapela ze začátku hrávala na regionální úrovni, především při příležitostech jako byly svatby, vesnické zábavy apod. Po revoluci roku 1989 začal SURF jezdit hrát do zahraničí – nejprve do Rakouska, později do Španělska, Norska a dalších zemí Evropy. V této době se kapela změnila na duo Eva a Vašek a orientovala se převážně na zahraniční vystupování. Následně bylo založeno hudební vydavatelství SURF, se kterým vznikaly i další aktivity jako například spolek SURF club. SURF začal vydávat CD a DVD, přičemž oběma činnostem se pod vedením Václava Ševčíka věnuje neustále. Z vydavatelství SURF publishing, s.r.o, byly prezentovány knižní tituly Zpěvník 1, knihy Co Čech, to muzikant a Zlaté české ručičky! (knihy jsou prvním a druhým dílem z připravené trilogie). V roce 2001 se Eva a Vašek seznámili s chorvatskými zpěváky Stipem a Ingou. Společně nazpívali CD Jadranská serenáda, první CD vyšlo roku 2003. Poté následovalo DVD Jadranská serenáda. Následně spolupracovali s chorvatským zpěvákem Luka Anušićem.
V roce 2024 se Ševčík rozhodl skončit s veřejným vystupováním. Jeho manželka plánovala v hudební kariéře pokračovat pod uměleckým jménem Eva Adams.

## Diskografie
Zvukové nosiče:
- 1994 – Ančo, Ančo ty se nevdáš
- 1994 – Šumařovo dítě
- 1994 – Za řekou
- 1994 – Pod jednou střechou
- 1994 – Santa Lucia
- 1994 – Životem jít
- 1994 – Cestička k Mayrovce
- 1994 – Pod vánoční hvězdou
- 1995 – Mámo neplač
- 1996 – Lucia, má loď vyplouvá
- 1996 – Ave Maria
- 1996 – Vánoční nastal čas
- 1997 – Kamarádka
- 1997 – La Montanara
- 1997 – Krásné chvíle
- 1998 – Zlatý křížek
- 1998 – Bloudí má loď
- 1998 – Vánoční dárek
- 1999 – Nesmělá písnička
- 1999 – Za světlem lásky
- 2000 – Kus štěstí mít
- 2000 – Písničky z Hospůdky u SURFu
- 2001 – Písničky z Hospůdky u SURFu 2
- 2002 – Půlnoční valčík
- 2002 – Písničky z Hospůdky u SURFu 3
- 2003 – Růže řeknou víc
- 2003 – Pláže a slunce
- 2003 – Písničky z Hospůdky u SURFu 4
- 2003 – Jadranská serenáda 1
- 2004 – Surfácké hadovky
- 2004 – Jadranská serenáda 2
- 2004 – Jadranská serenáda 3
- 2004 – Vaškova kapela
- 2005 – Jadranská serenáda 4
- 2005 – Jadranská serenáda 5
- 2006 – Bílá orchidej
- 2007 – Poupě lásky
- 2007 – Písničky z Hospůdky u SURFu 5
- 2007 – Písničky z Hospůdky u SURFu 6
- 2010 – Václavíčku, Václave
- 2011 – Vyznání

Obrazově-zvukové nosiče:
- 2000 – Slyšíš, jak zvoní
- 2000 – Pod vánoční hvězdou
- 2000 – Krásné chvíle
- 2001 – Písničky z Hospůdky u SURFu
- 2003 – Večery u Jadranu
- 2004 – Od Jadranu na Moravu
- 2006 – Maškarní bál
- 2006 – Jadranská serenáda
- 2006 – Eva a Vašek u Jadranu
- 2007 – Poupě lásky
- 2007 – S písničkou po Austrálii
- 2007 – S písničkou po Novém Zélandu
- 2008 – Václavíčku, Václave
- 2008 – S písničkou po Americe
- 2008 – S písničkou po Kanadě
- 2008 – Štěstí v písni
- 2008 – Miliony hvězdiček
- 2008 – Sladké hlouposti
- 2008 – Havířova růže
- 2008 – Mississippi
- 2009 – Kvítek z Havaje
- 2009 – Moře a Slunce
- 2010 – Na vlnách Jadranu
- 2010 – Oheň touhy
- 2012 – Šumařovo dítě
- 2012 – Pod jednou střechou
- 2013 – S tebou půjdu dál
- 2013 – Setkání u Jadranu Live 1
- 2013 — Úsvit Přímé Demokracie (Tomio Okamury)
- 2014 – 25 let Jubilejní koncert
- 2014 – 20 let Jubilejní koncert Live 2
- 2014 – Párty na Jadranu Live 3
- 2014 – Silvestrovská párty Live 4
- 2015 – Když s tebou tančím
- 2015 – S písničkou po Mexiku
- 2016 – V náruči letní noci Live 6

## Ocenění
Za zvukové nosiče:
- 2000 – Zlatá deska – Eva a Vašek – Ančo, Ančo ty se nevdáš
- 2000 – Zlatá deska – Eva a Vašek – Šumařovo dítě
- 2000 – Zlatá deska – Eva a Vašek – Za řekou
- 2000 – Zlatá deska – Eva a Vašek – Pod jednou střechou
- 2000 – Zlatá deska – Eva a Vašek – Životem jít
- 2000 – Zlatá deska – Eva a Vašek – Pod vánoční hvězdou
- 2000 – Zlatá deska – Eva a Vašek – Lucia, má loď vyplouvá
- 2000 – Zlatá deska – Eva a Vašek – Ave Maria
- 2000 – Zlatá deska – Eva a Vašek – Kamarádka
- 2000 – Zlatá deska – Eva a Vašek – La Montanara
- 2000 – Zlatá deska – Eva a Vašek – Krásné chvíle
- 2000 – Platinová deska – Eva a Vašek – Santa Lucia
- 2003 – Zlatá deska – Eva a Vašek – Santa Lucia
- 2003 – Zlatá deska – Eva a Vašek – Cestička k Mayrovce
- 2003 – Zlatá deska – Eva a Vašek – Mámo neplač
- 2003 – Zlatá deska – Eva a Vašek – Vánoční nastal čas
- 2003 – Platinová deska – Eva a Vašek – Pod vánoční hvězdou
- 2003 – Platinová deska – Eva a Vašek – Ave Maria
- 2003 – Platinová deska – Eva a Vašek – Kamarádka
- 2003 – Platinová deska – Eva a Vašek – Krásné chvíle
- 2006 – Zlatá deska – Eva a Vašek – Zlatý křížek
- 2006 – Zlatá deska – Eva a Vašek – Bloudí má loď
- 2006 – Zlatá deska – Eva a Vašek – Za světlem lásky
- 2006 – Platinová deska – Eva a Vašek – Lucia, má loď vyplouvá
- 2006 – Platinová deska – Eva a Vašek – Ančo, Ančo ty se nevdáš
- 2006 – Platinová deska – Eva a Vašek – Šumařovo dítě
- 2006 – Platinová deska – Eva a Vašek – Za řekou
- 2006 – Platinová deska – Eva a Vašek – Pod jednou střechou
- 2006 – Platinová deska – Eva a Vašek – Životem jít
- 2006 – Platinová deska – Eva a Vašek – La Montanara
- 2006 – Multiplatinová deska – Eva a Vašek – Santa Lucia
- 2006 – Multiplatinová deska – Eva a Vašek – Ave Maria (česká verze)
- 2012 – Zlatá deska – Eva a Vašek – Bílá orchidej
- 2012 – Zlatá deska – Eva a Vašek – Nesmělá písnička
- 2012 – Zlatá deska – Eva a Vašek – Půlnoční valčík
- 2012 – Zlatá deska – Eva a Vašek – Kus štěstí mít
- 2012 – Zlatá deska – Eva a Vašek – Růže řeknou víc
- 2012 – Zlatá deska – Eva a Vašek – Pláže a slunce
- 2012 – Zlatá deska – Čtveráci – Písničky z Hospůdky u SURFu 1
- 2012 – Zlatá deska – Děti – My jsme muzikanti
- 2012 – Platinová deska – Eva a Vašek – Cestička k Mayrovce
- 2012 – Platinová deska – Eva a Vašek – Mámo neplač
- 2012 – Platinová deska – Eva a Vašek – Vánoční nastal čas
- 2015 – Zlatá deska – Eva a Vašek – Vánoční dárek
- 2015 – Platinová deska – Eva a Vašek – Zlatý křížek

Za zvukově-obrazové nosiče:
- 2006 – Zlatá deska – Eva a Vašek – Slyšíš, jak zvoní
- 2006 – Zlatá deska – Eva a Vašek – Krásné chvíle
- 2008 – Zlatá deska – Eva a Vašek – Pod vánoční hvězdou
- 2008 – Zlatá deska – Eva a Vašek – Písničky z Hospůdky u SURFu
- 2008 – Zlatá deska – Eva a Vašek – Večery u Jadranu [3]

## Kritika
V roce 2006 měla dvojice reálnou šanci na velmi dobré umístění v anketě Český slavík. Poté, co v průběhu hlasování vystoupila nad padesáté místo v pořadí, ji organizátoři ankety kvůli porušení pravidel v hlasování vyřadili ze soutěže.